# Иоганн Вальдхаун фон Герсе
Иога́нн Ва́льдхаун фон Ге́рсе (нем. Johann Waldhaun von Heerse; ? — 1471/1472) — ландмейстер Тевтонского ордена в Ливонии (1470—1471).

## Биография
В 1459—1463 годах Иоганн Вальдхаун фон Герсе занимал должность фогта Нарвы (Ругодива). В 1466 году получил должность комтура (командора) Мариенбурга. В 1468—1470 годах занимал должность комтура Таллина (Ревеля). В январе 1470 года ревельский командор Иоганн Вальдхаун фон Герсе был избран новым ландмейстером Тевтонского ордена в Ливонии.
В 1471 году ливонский магистр Иоганн Вальдхаун фон Герсе отправил своё посольство в Псков, требуя от псковичей уступки некоторых спорных приграничных земель. Но Псковская республика отказалась делать территориальные уступки в пользу Ливонского ордена.
В марте 1471 года высшие орденские сановники во главе с ландмаршалом Бернхардом фон дер Борхом организовали заговор против магистра. Иоганн Вальдхаун фон Герсе был отстранен от власти. Новым магистром Ливонского ордена был избран Бернхард фон дер Борх. Иоганн Вальдхаун фон Герсе остаток жизни провел в заключении в замках Гельмет и Венден.